# Dragan Stojković
Dragan Stojković, també conegut amb el malnom de Piksi (Пикси), (Niš, Sèrbia, 3 de març de 1965) és un exjugador i entrenador de futbol serbi. Va disputar 84 partits amb la selecció de Iugoslàvia. Actualment és l'entrenador de la selecció de Sèrbia.